# Mingbulak
Il Mingbulak (in kazako Мыңбұлақ тауы?; in uzbeco Мингбулоқ тоғи?, Mingbuloq tog'i; in russo Мингбулак?) è la vetta più alta della catena del Karzhantau (Tien Shan occidentale). Culmina a 2823 m.

## Descrizione
Situato al confine tra l'Uzbekistan (regione di Tashkent) e il Kazakistan (regione di Turkistan), è un rilievo di tipo alpino fortemente segnato dall'erosione e composto da rocce intrusive e metamorfiche di origine paleozoica. Sulle sue pendici, su terreni di tipo marrone scuro, crescono boscaglie aperte di ginepri e prati.
La sua cima viene utilizzata come luogo di allenamento per gli scalatori.
Sul versante nord-occidentale del Mingbulak si trovano le sorgenti del fiume Kargansay (affluente del Keles), mentre su quello sud-orientale ci sono quelle del Kyzylsu (affluente del Chirchiq).